# Nasr Hamid Abu Zaid

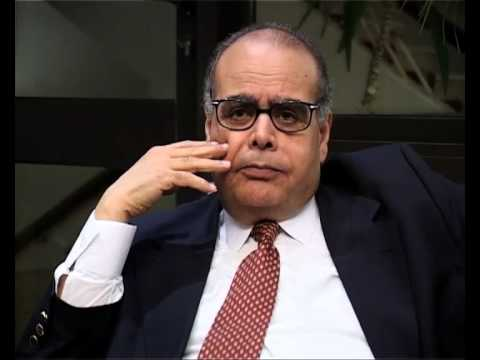
Nasr Abozeid

Nasr Hamid Abu Zaid oder auch Nasr Abozeid bzw. Nasr Hamid Abu Zayd (arabisch نصر حامد أبو زيد, DMG Naṣr Ḥāmid Abū Zaid; geb. 10. Juli 1943 in Qufaha bei Tanta, Ägypten; gest. 5. Juli 2010 in Kairo) war ein ägyptischer Koran- und Literaturwissenschaftler, der in seinen Büchern eine neue Koranhermeneutik forderte, die die sozialen und politischen Verhältnisse auf der Arabischen Halbinsel zur Entstehungszeit des Islams einbezieht. Er wurde Mitte der 1990er Jahre in Ägypten öffentlich der Apostasie bezichtigt.

## Leben
Nasr Hamid Abu Zaid wurde 1943 in Quhafa bei Tanta, Ägypten, geboren. Nach einer Ausbildung zum Funktechniker arbeitete er in der National Communications Organization in Kairo. 1968 begann er das Studium der Arabistik an der Universität Kairo (BA 1972).

### Koran-Studien
In seiner Magister-Arbeit (1977) beschäftigte sich Zaid mit der rationalen Koranauslegung der Muʿtazila sowie ihrem Verständnis metaphorischer Ausdrucksweise (Madschāz) im Koran, die er als Konsequenz der politischen, wirtschaftlichen und sozialen Verhältnisse der Zeit zu deuten versuchte. Seine 1981 vorgelegte Dissertation handelte von der allegorischen Koraninterpretation (taʾwīl) bei dem andalusischen Mystiker Ibn Arabi. Im Anschluss an die Promotion nahm Abu Zaid am dortigen Institut für arabische Sprache und Literatur seine Lehrtätigkeit auf, zuerst als Lehrbeauftragter, seit 1982 als Assistenzprofessor und ab 1987 als außerordentlicher Professor.
1990 veröffentlichte Abu Zaid als sein Hauptwerk die Studie mit dem Titel „Der Begriff des Textes“ (Mafhūm an-Naṣṣ), in der er programmatisch eine Wiederherstellung der Verbindung von Koran- und Literaturwissenschaften forderte. Hierbei berief er sich auf Amīn al-Chūlī (1896–1967), der Mitte des 20. Jahrhunderts eine neue Richtung der Exegese begründet hatte, die auf die Analyse des Korans mit modernen literaturwissenschaftlichen Methoden setzte. Als Mittel für die Entdeckung des eigentlichen Sinns der Botschaft des Koran empfahl Abu Zaid die Methoden der Hermeneutik und Linguistik. Sehr wichtig für seine Koraninterpretation war außerdem die Tatsache, dass sich der Koran selbst (z. B. in Sure 53:4 f.) als waḥy bezeichnet. Aus der Tatsache, dass waḥy in der arabischen Kultur eine Form der non-verbalen Kommunikation bezeichnet, schloss er, dass auch die Offenbarung des Korans an Mohammed in einer nicht-sprachlichen Form erfolgt sein muss. Hieraus wiederum leitete er ab, dass der Korantext als bereits versprachlichte Rede keinen transzendenten Charakter mehr hat, sondern der menschlichen Seite des Kommunikationsprozesses zugehört und damit auch für rationale Analysen zugänglich ist. Mit dieser Interpretation knüpfte Abu Zaid an bestimmte muʿtazilitische Positionen zum Koran an.

### Die „Affäre Abu Zaid“
1992 leistete Abu Zaid mit seinem Buch Naqd al-ḫiṭāb ad-dīnī („Kritik des religiösen Diskurses“) einen Diskussionsbeitrag in der Auseinandersetzung zwischen der ägyptischen Regierung und der islamistischen Opposition. Seiner Ansicht nach stützten sich beide Seiten in ihrer religiösen Argumentation auf ein vernunftfeindliches und rückwärtsgewandtes Koranverständnis. Das Buch richtete sich allerdings weniger gegen den fundamentalistischen als vielmehr gegen den ägyptischen „Staatsislam“ mit seiner aschʿaritischen Ausrichtung, so wie er zu dieser Zeit über die Medien und das Bildungssystem in ganz Ägypten verbreitet wurde. Abu Zaid kritisierte, dass sich die Theologen nach Art eines Priestertums (kahnūt) ein Auslegungsmonopol der religiösen Texte angemaßt hätten, das eine freie, pluralistische Entwicklung des Islams behinderte.
Als Abu Zaid im Mai 1992 an der Universität Kairo seine Beförderung vom Assistenzprofessor zum ordentlichen Professor beantragte, erstellte ʿAbd as-Sabūr Schāhīn, ein Professor an der Kairoer Hochschule Dār al-ʿulūm, der gleichzeitig Freitagsprediger an der ʿAmr-ibn-al-ʿĀs-Moschee war und der sich vom Buch Abu Zaids indirekt angegriffen fühlte, ein Negativ-Gutachten, woraufhin ihm die Beförderung verweigert wurde. Schāhīn urteilte in seinem Gutachten, dass Abu Zaids Schriften eine abscheuliche Beleidigung für die Religion darstellten, und machte diese Aussagen auch publik. Dadurch kam die „Affäre Abu Zaid“ ins Rollen, die großes Aufsehen sowohl im ägyptischen Inland als auch bei ausländischem fachkundigen Publikum erregte. Abu Zaids kritische Analysen des Koran, in denen er diesen auf dem Hintergrund seiner Entstehungszeit interpretiert, führten zu heftigen öffentlichen Diskussionen.
Konservative islamische Gelehrte versuchten, ihn als Apostaten anzuklagen. Da dies nach ägyptischem Strafrecht nicht zulässig ist und bei einem Universitätsprofessor in der Hauptstadt auch nicht durchsetzbar war, wurde ein anderer juristischer Weg eingeschlagen. Das Ehe- und Scheidungsrecht wird in Ägypten von religiösen Gerichten verhandelt. Für Muslime gilt dabei die Scharīʿa. Daher klagten die Gelehrten vor einem Ehegericht auf Annullierung der Ehe von Abu Zaid, mit der Begründung, eine Muslima dürfe nach der Scharia nur mit einem Muslim verheiratet sein; wenn aber Abu Zaid durch Abfall kein Muslim mehr sein sollte, dürfte seine Frau nicht mehr mit ihm verheiratet sein. Das Gericht erster Instanz in Giza wies die Klage mit der Begründung ab, dass die Kläger kein legitimes persönliches Interesse und damit keine Klagebefugnis hätten.
Die Kläger zogen daraufhin vor ein Appellationsgericht. Dieses urteilte, dass die Scharia angewandt werden müsse und den Klägern gemäß der hanafitischen Rechtsschule zustehe, im Rahmen ihrer persönlichen Hisba-Pflicht Klage zu erheben. 1995 erklärte das Gericht Abū Zaid zum Apostaten und seine Ehe mit Ibtihāl Yūnis für ungültig. Das Gericht begründete sein Urteil damit, dass Abū Zaid abgestritten habe, dass der Koran das dem Propheten Mohammed offenbarte Wort Gottes ist. Die 16-seitige Urteilsbegründung, die der Vorsitzende Richter ʿAbd al-ʿAlīm Mursī verfasste, nahm insbesondere auf eine Passage in dem Buch Naqd al-ḫiṭāb ad-dīnī Bezug, in der Abū Zaid sein spezifisches Verständnis der Offenbarung als einem Transformationsprozess von göttlichem Wort in menschliche Aussage vorgetragen hatte. Außerdem schalt das Urteil Abū Zaid dafür, dass er seine Position als Professor „ausgenutzt“ habe, um diese „Lügen gegen das Buch Gottes“ bei seinen Studenten zu verbreiten.
Aufgrund des Verfahrens und der damit verbundenen Publizität erhielt Abu Zaid zahlreiche Morddrohungen. Der Beurteilung Abū Zaids als Apostat folgte man auch in Iran. So wurde dort infolge des ägyptischen Urteils der Plan, sein Buch Mafhūm an-Naṣṣ ins Persische zu übersetzen, aufgegeben. Der ägyptische Staat stellte sich jedoch gegen die Kläger in dem Prozess: ʿAbd as-Sabūr Schāhīn zum Beispiel erhielt in seinem Gefolge an der ʿAmr-Moschee Predigtverbot.

### Im europäischen Exil
Ab 1995 lebte Abū Zaid im niederländischen Exil. Er lehrte zunächst als Gastprofessor Islamwissenschaft an der Universität Leiden. In den akademischen Jahren 2002/2003 und 2003/2004 war er Fellow am Wissenschaftskolleg zu Berlin. Seit 2004 hatte er den Ibn-Ruschd-Lehrstuhl für Humanismus und Islam an der Universität in Utrecht inne. Im Jahr 2005 erhielt er den Ibn-Ruschd-Preis für Freies Denken, Berlin.

## Schriften

### Theologische und exegetische Werke
- Naqd al-ḫiṭāb ad-dīnī, Kairo 1992. Deutsche Übersetzung: Islam und Politik. Kritik des religiösen Diskurses. dipa-Verlag, Frankfurt a. M. 1996, ISBN 3-7638-0335-1.
- Der Begriff „Gerechtigkeit“ nach dem Koran. In: polylog. Nr. 6, 2000, ISSN 1560-6325, S. 40–52 (polylog.org).
- Spricht Gott nur Arabisch? In: Die Zeit. Nr. 5, 2003 (zeit.de).
- Jochen Hippler, Nasr Hamid Abu Zaid, Amr Hamzawy: Krieg, Repression, Terrorismus. Politische Gewalt und Zivilisation in westlichen und muslimischen Gesellschaften. ifa, Stuttgart 2006 (ifa.de [PDF; 697 kB] Rezension von I. Küpeli).
- Mohammed und die Zeichen Gottes. Der Koran und die Zukunft des Islam. Herder, Freiburg u. a., 2008. ISBN 978-3-451-29274-3. (Das Buch entstand auf der Grundlage einer Reihe von Interviews, die Hilal Sezgin mit Abu Zaid im Sommer und Herbst 2007 in englischer Sprache führte).[19]
- Gottes Menschenwort. Für ein humanistisches Verständnis des Koran. Herder, Freiburg 2008, ISBN 978-3-451-29972-8.
- Islam in Europe/Europe Against Islam! Europe, Open Your Eyes. In: Caroline Y. Robertson-von Trotha (Hrsg.): Europe: Insights from the Outside (= Kulturwissenschaft interdisziplinär / Interdisciplinary Studies on Culture and Society, Band 5), Baden-Baden 2011, ISBN 978-3-8329-5583-0 (englisch)

### Biographie
Das Buch Ein Leben mit dem Islam (Herder, Freiburg 1999, ISBN 3-451-26971-6) beruht auf Gesprächen von Navid Kermani und Chérifa Magdi mit Abu Zaid, die von Chérifa Magdi übersetzt und von Navid Kermani ediert und zu einer Biographie zusammengestellt wurden. Im Rahmen dieser Biographie werden auch verschiedene Themen abgehandelt, die Abu Zaid am Herzen lagen, sodass dieses Buch einen ersten Einblick in sein Denken ermöglicht.
| Kapitel | Biographisches | Thematisches                                                                                       | Zitate |
| ------- | --- | -------------------------------------------------------------------------------------------------- | --- |
| 1       | Kindheit, Halbwaise mit 14 Jahren, Erfahrungen in der Koranschule (kuttâb)                                                                                       | Die Koranrezitation (tadschwid); der Koran als gesprochener Text; verschiedene Lesearten des Koran | „Eine Religion ohne die physische Erfahrung des Rituals ist kaum mehr als ein Gedankengebäude, ein Konstrukt. Jede Religion bedarf sinnlicher oder ästhetischer Erfahrungen. Im Islam ist es vor allem die Koranrezitation, die diese Funktion erfüllt. Sie ist ein spiritueller Vorgang und ritueller Akt: Indem der Gläubige die Rede Gottes hört, hört er den Sprecher selbst – er hört Gott.“ (S. 19) „Der mündliche Vortrag des Korans ist sehr wichtig, denn er ist seiner Natur nach kein Lesetext.“ (S. 21)   |
| 2       | Erfahrungen an der christlichen Grundschule, an der Taufiqiyya-Mittelschule, an der Berufsschule, Berufstätigkeit in der Funk-Abteilung des Verkehrsministeriums | Das Zusammenleben von Muslimen und Kopten Die Muslimbrüder Sayyid Qutb                             | „Das Gewebe der ägyptischen Gesellschaft ist beschädigt – aber es ist nicht zerstört.“ (S. 32) „Die Muslimbrüder in unserem Dorf waren freundliche und ehrliche Menschen, die den Armen halfen und sich für Gerechtigkeit einsetzten. […] [Sie] haben auch nie schlecht über Christen oder andere Religionsgemeinschaften gesprochen. Nur über die Kolonialisten schimpften sie“ (S. 42) „Sayyid Qutb hat kein Verbrechen begangen. Er hat ein Buch geschrieben. Seine Hinrichtung ist für mich bis heute abstoßend.“ |
| 3       | | Religion, Staat und Gesellschaft                                                                   | „Es ist ein Unterschied, ob man einen Text als religiöse Autorität anerkennt und seine zivilisationsstiftende Funktion hervorhebt oder ihn als die Autorität schlechthin für alle Fragen des Lebens behandelt. Bedauerlicherweise müssen wir erleben, daß ein Dogma entstanden ist, wonach die Autorität des Korans über den Glauben hinausgeht und alle Bereiche der Gesellschaft und des Wissens erfaßt.“ (S. 49)                                                                                                   |
| 4       | Der Tod der Mutter 1982 | Die Rolle der Frau im Islam                                                                        | „Es ist unmöglich, dem Koran eine Bevorzugung des absolut Männlichen vor dem absolut Weiblichen zuzuschreiben.“ (S. 86) |
| 5       | Studienzeit in Kairo | Traditionen der Koran-Exegese (100-110)                                                            | „Wenn ich den Koran als literarisches Werk bezeichne, reduziere ich ihn nicht auf seine poetischen Elemente“ (S. 100) |
| 6       | Auslandsaufenthalte (USA, Sudan, Japan), Erfahrung mit anderen Kulturen                                                                                          | Die Hermeneutik Hermeneutische Interpretation des Koran nach Ibn Arabi                             | |
| 7       | Tätigkeit als Professor | Niedergang der Universitäten in Ägypten                                                            | |
| 8       | Die zweite Ehe | Kulturelle Unterschiede zwischen Landbevölkerung (Fellachen) und Aristokratie                      | |
| 9       | Der Prozess der Zwangsscheidung (14. Juni 1995), die Emigration                                                                                                  | | „Ich habe immer wieder erklärt, daß ich ein gläubiger Muslim bin. Kein Mensch hat das Recht, das Gegenteil zu behaupten.“ (S. 174) „Der Koran verbietet es nicht, den Islam aufzugeben.“ (S. 175) |
| 10      | Das Leben im niederländischen Exil | Islamische Mystik (Sufismus)                                                                       | „Wenn ich unter anderen Bedingungen nach Leiden gekommen wäre, um hier für einige Jahre zu arbeiten, wäre ich der glücklichste Mensch der Welt.“ (S. 195) „Der Islam ist ein einfacher Glaube, ohne Komplikationen.“ (S. 206) |